# Avenue Félix-Viallet
Pour les articles homonymes, voir Félix Viallet et Viallet.
L'avenue Félix-Viallet est une voie publique de la commune française de Grenoble. Elle est située dans le quartier de l'hyper-centre.

## Situation et accès

### Situation
Cette avenue est une des artères les plus importantes de son quartier de l'quartier. Elle est orientée selon un axe est-ouest et permet de relier les gares ferroviaire et routière de Grenoble, au centre-ville et à la zone piétonne de cette même ville.
L'avenue Félix-Viallet commence place de Philippeville (au niveau du parc de stationnement), à l'angle de la rue de Belgrade et se termine place de la gare, au niveau du n°24, légèrement au sud des bâtiments SNCF dédiés aux voyageurs et face à la station de tramway.

### Accès
Accessible à pied depuis n'importe quel point de la ville, cette voie est desservie par les lignes A et B et D du réseau de tramway de l'agglomération grenobloise. Les stations les plus proches se dénomment Gare, située au bout de l'avenue), Alsace Lorraine et Victor Hugo, située à moins de cent mètres au sud de cette avenue, le long de l'avenue Alsace-Lorraine.

## Origine du nom
Anciennement dénommée « avenue de la gare », cette voie a été rebaptisée en hommage à l'industriel Félix Viallet, l'année même de sa mort en 1910, alors qu'il était le maire en exercice de la ville de Grenoble.
C'est durant son mandat que fut réalisé le transfert des hôpitaux civils sur le territoire de la commune de La Tronche et décidé l'édification des bâtiments du futur institut polytechnique de Grenoble, installée l'avenue qui portera son nom.

## Historique

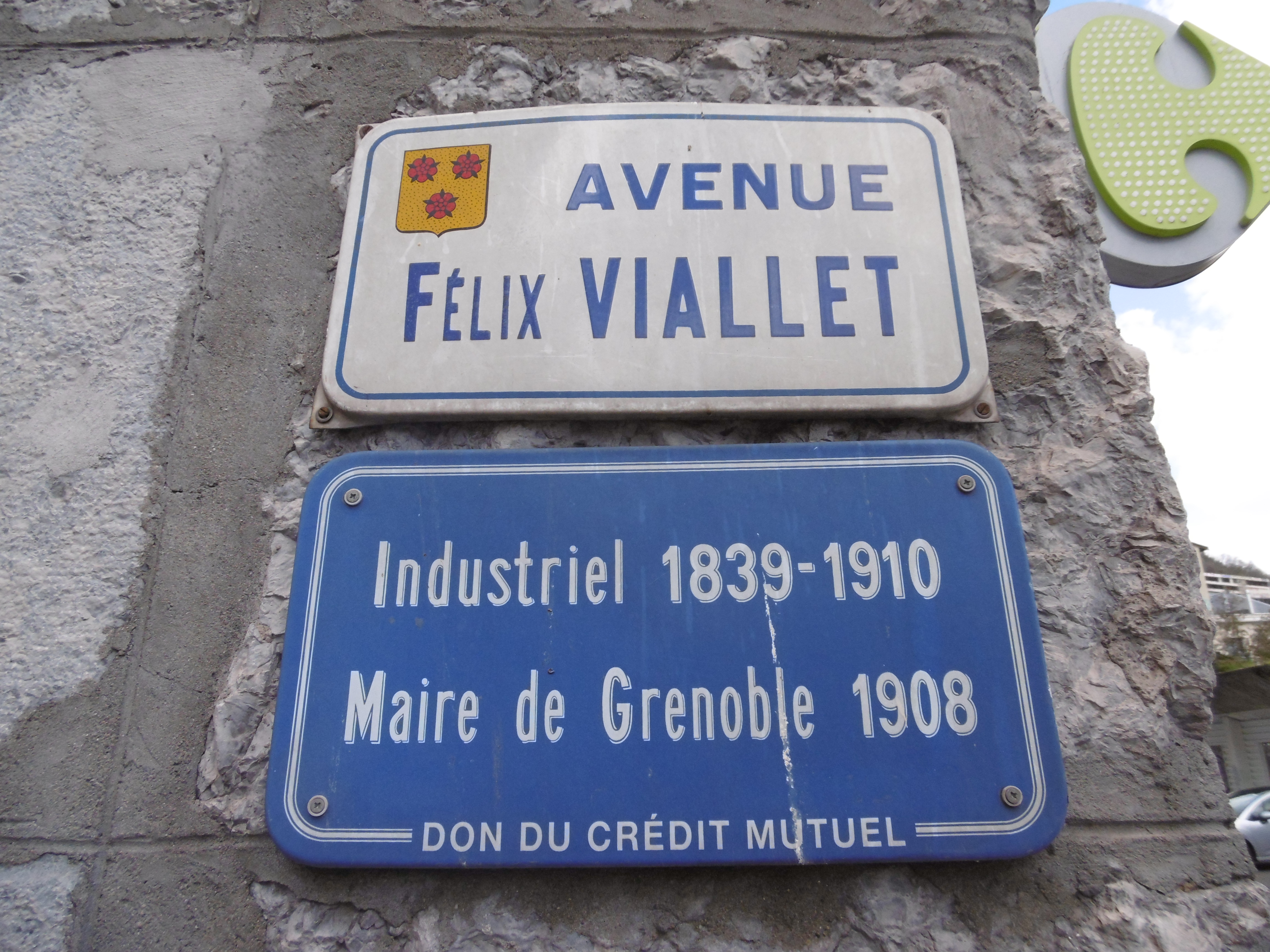
Plaque de l'avenue Félix Viallet

Au XIXe siècle, une petite rue, dénommée rue Saint-Jean partait de la rue de France (actuellement la rue de Belgrade) pour aboutir à la porte Randon, une monumentale porte honorant le maréchal Jacques Louis Randon qui fermait la ville à l'ouest.
Devenue inutile vers 1883 à la suite de la destruction des remparts Haxo, elle sera finalement démolie en 1889 car elle gênait le passage des véhicules circulant sur la nouvelle avenue qui permettait aux grenoblois de se rendre directement à la gare de la compagnie des chemins de fer du Dauphiné.
Entre 1900 et 1947, l'avenue est empruntée par le tramway qui relie Gare PLM à la place Grenette. Dans les années 1980, les autorités municipales préfèreront que la nouvelle ligne de tramway emprunte l'avenue Alsace-Lorraine qui lui est parallèle.

## Bâtiments remarquables et lieux de mémoire
Cette avenue, assez centrale et relativement ancienne (particulièrement dans la partie située près du centre-ville), présente de nombreux immeubles historiques aux caractères particuliers et originaux, notamment des sièges de grandes entreprises ou de grands organismes grenoblois passés ou présents.

### Monuments et bâtiments disparus

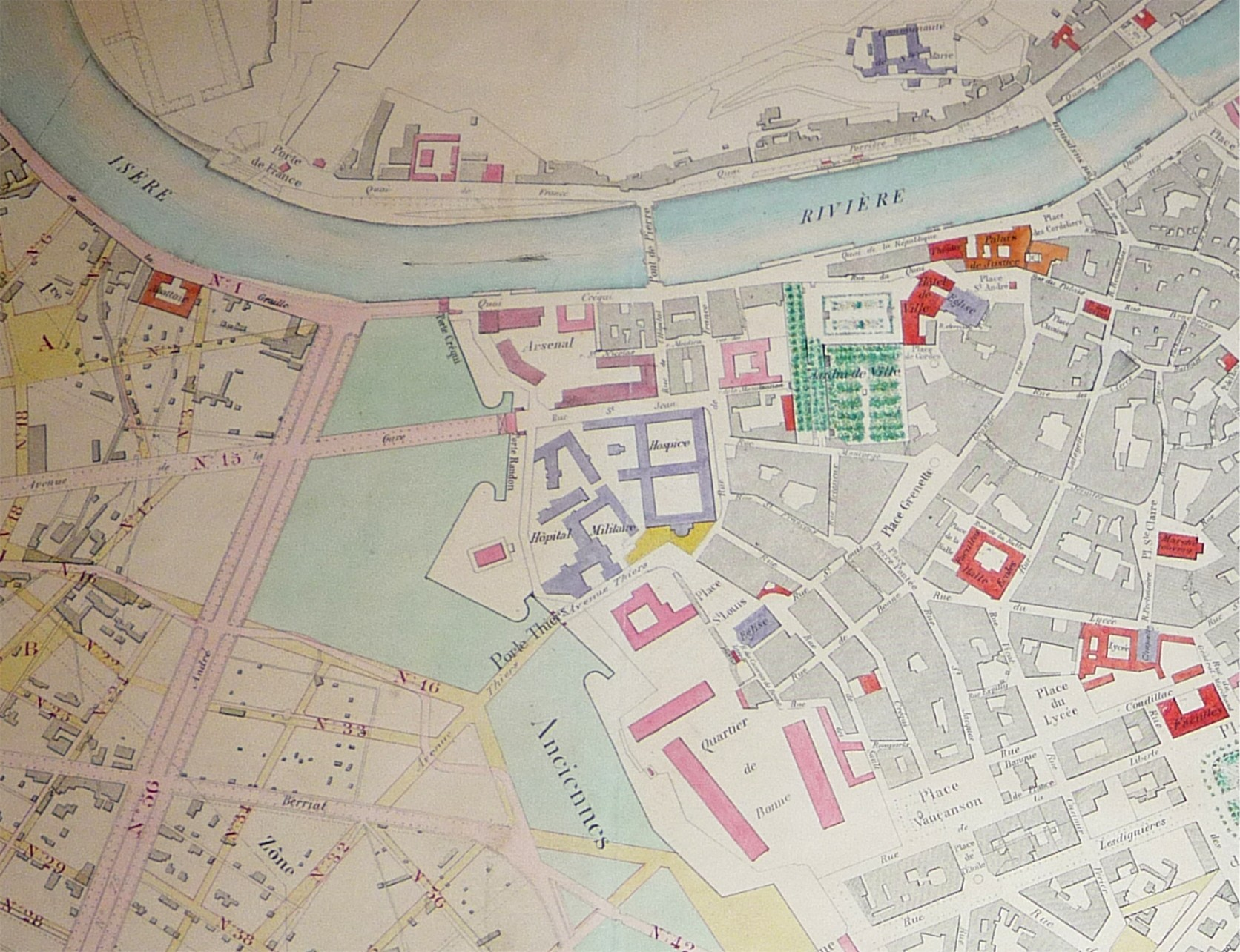
Site des hôpitaux en 1878: en violet au centre, les hôpitaux civil et militaire, la porte radon étant située entre la rue Saint-Jean et l'avenue de la gare

#### La porte Randon
La porte Randon était une porte monumentale comprenant deux arches et deux passages piétons, liée à l'enceinte imaginée par le général Haxo que les grenoblois dénommeront « l'enceinte Haxo ». Elle a été réalisée dans la première moitié du XIXe siècle et sera démolie avant la fin de ce même siècle.

#### L'hôpital hospice de Grenoble
En 1858, la rénovation des bâtiments hospitaliers grenoblois est jugée nécessaire et sera suivie de la construction des deux belles façades au niveau de la rue Saint-Jean (devenue l'avenue Félix Viallet) et de la rue de France (devenue rue de Belgrade) dont l'achèvement sera effective en 1864. Cet hôpital restera encore jusqu'en 1913 un lieu d'accueil pour la population nécessiteuse.

### Monuments et bâtiments existants

#### Hôtel de la Cité
Cet hôtel particulier qui abrite une belle cour intérieure est un édifice datant du début du XIXe siècle. L'immeuble est situé à l'angle de la rue de Belgrade avec une entrée principale au numéro 2 de l'avenue.

#### Caserne des Pompiers
Proche du centre piétonnier, des quais de l'Isère et du jardin de ville, la principale caserne des pompiers de la ville, propriété du SDIS de l'Isère, est située au numéro 4 de l'avenue.

#### Bâtiment de la chambre de commerce de Grenoble
La chambre de commerce et d'industrie de Grenoble, créée en 1864, s'installe à l'angle du boulevard Gambetta et de l'avenue Félix-Viallet (numéro 21 de l'avenue), dans l'immeuble construit en 1900. Le bâtiment, richement décoré et conçu en style néo-classique et Art Nouveau, est déclaré « immeuble d'intérêt patrimonial exceptionnel » selon l'AVAP.

#### Immeuble «La Coupole Dauphinoise»
L'immeuble de l’Imprimerie générale dénommé sous le nom de « Coupole dauphinoise », édifié par l'architecte Jourdan, est le dernier vestige d’un site industriel appartenant à l'entreprise Bouchayer-Viallet. jusqu'en 1944, il abritait principalement la rédaction du journal Le Petit Dauphinois fondé en 1885. La plus grande partie de l'immeuble est détruite au début du XXe siècle, mais la partie centrale avec sa coupole, située au carrefour de l'avenue et de la rue Denfert-Rochereau, est toujours visible en 2020,.

#### Bâtiment de l'institut polytechnique
À la suite du don d'un terrain situé en bordure de l'avenue de la gare afin d'y transférer l'institut électrotechnique et effectué par l'industriel Casimir Brenier, président de la chambre de commerce et d'industrie de Grenoble à la ville, celui-ci devient dès 1913, l'institut polytechnique de l'université de Grenoble. Le bâtiment dont l'entrée est située au numéro 46 longe une grande partie de l'avenue.

Quelques lieux et bâtiments de l'avenue Félix Viallet
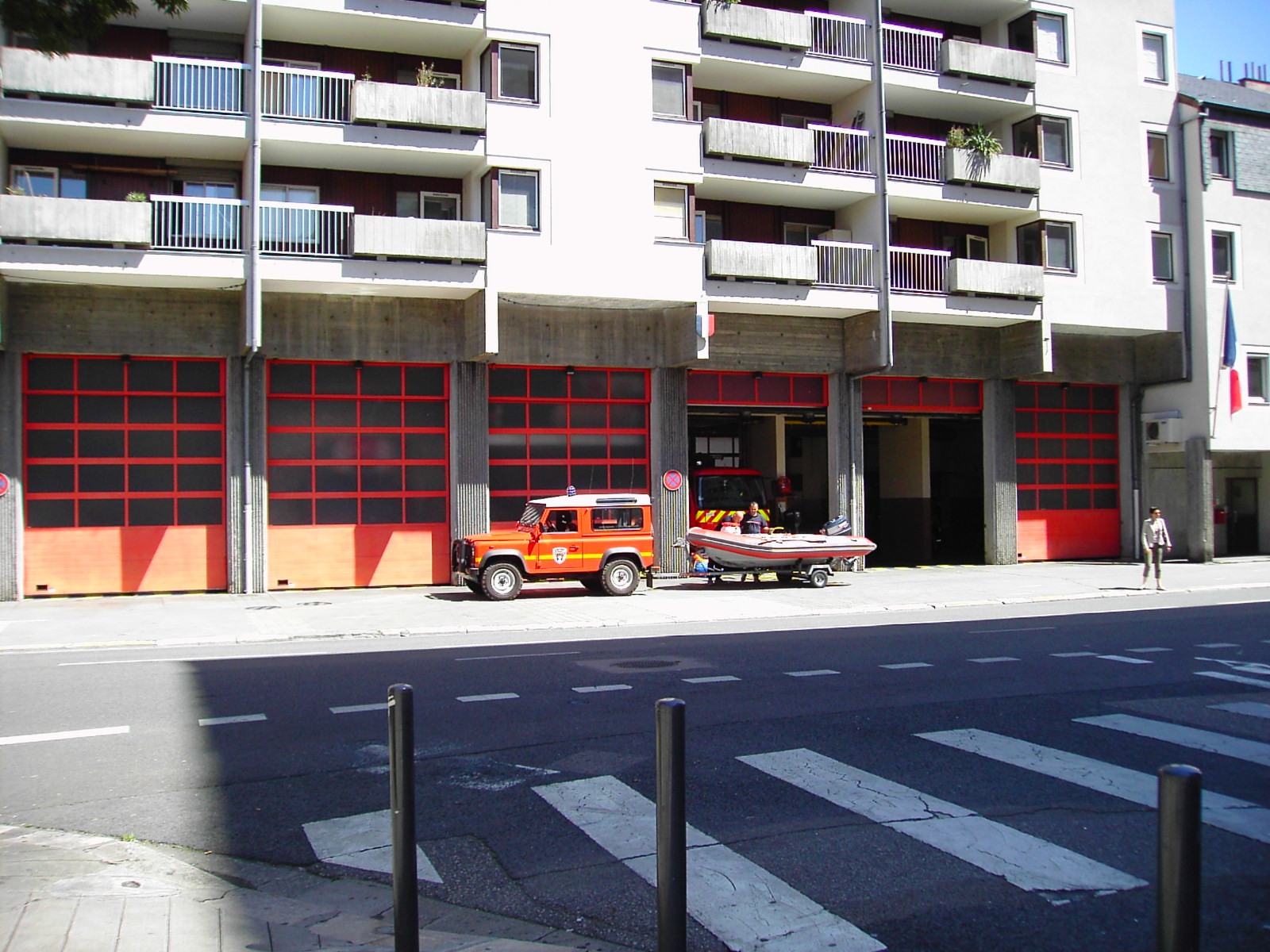
Caserne des pompiers
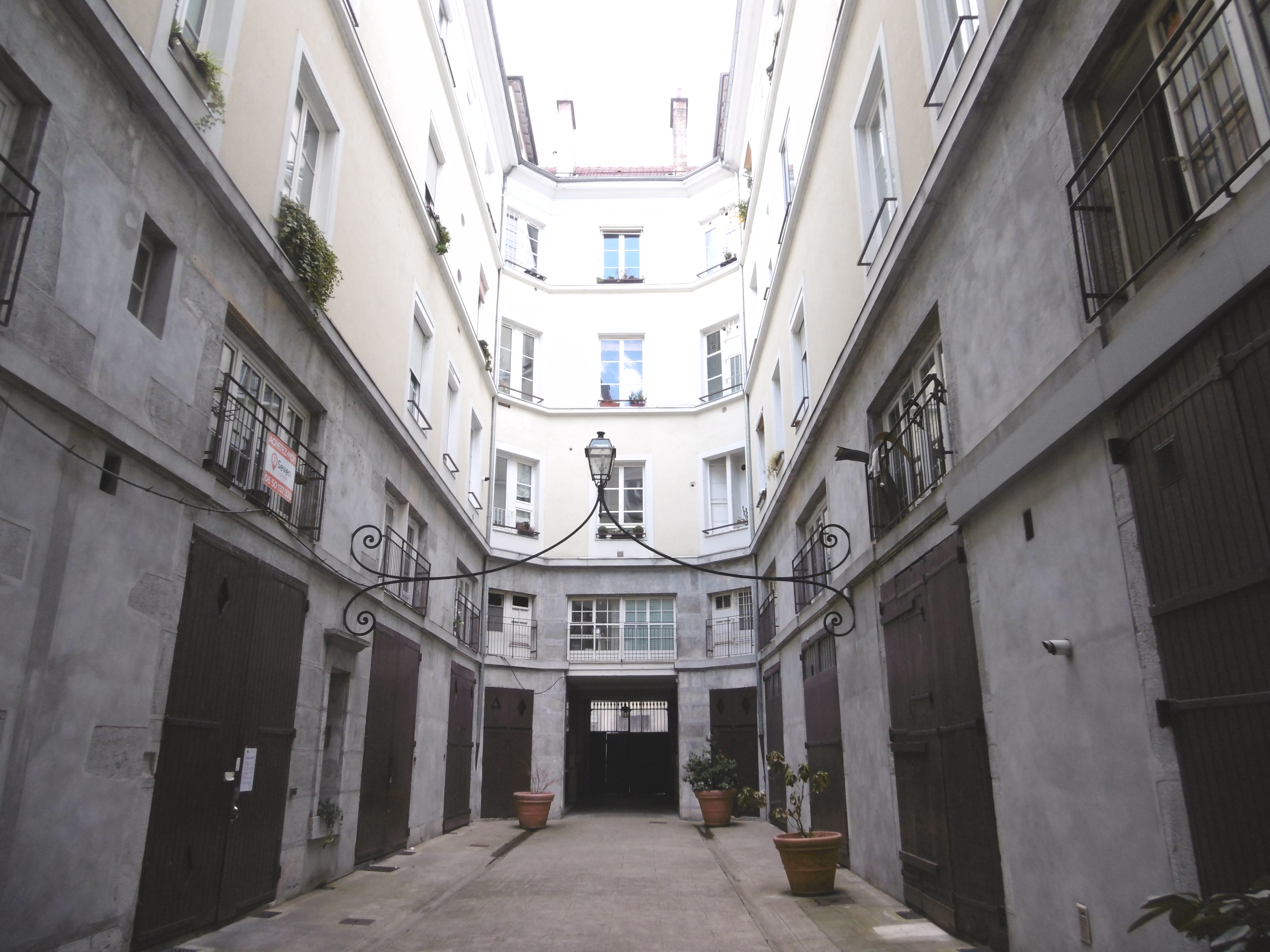
Cour de l'hôtel de la Cité
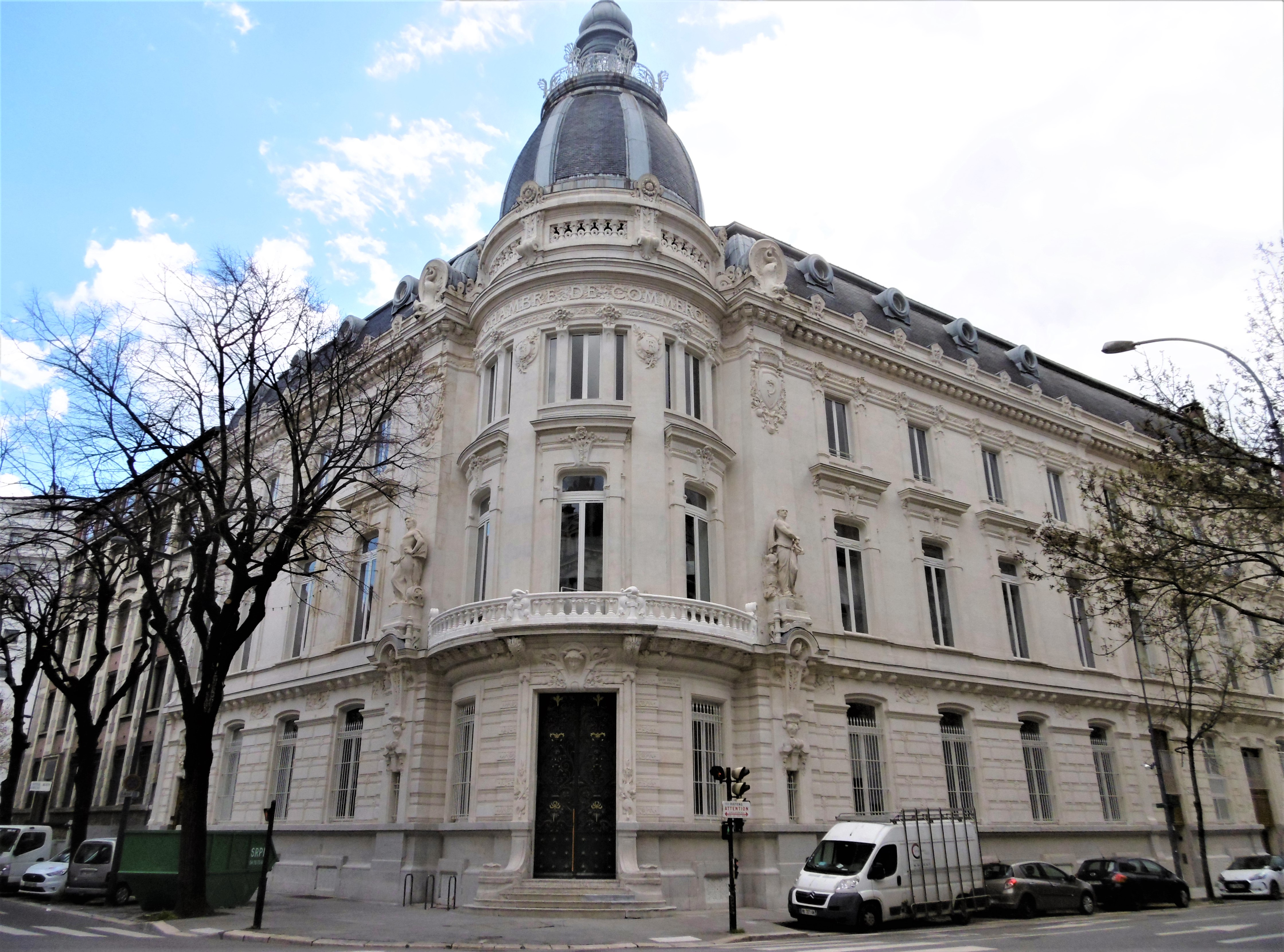
Immeuble de la C.C.I de Grenoble
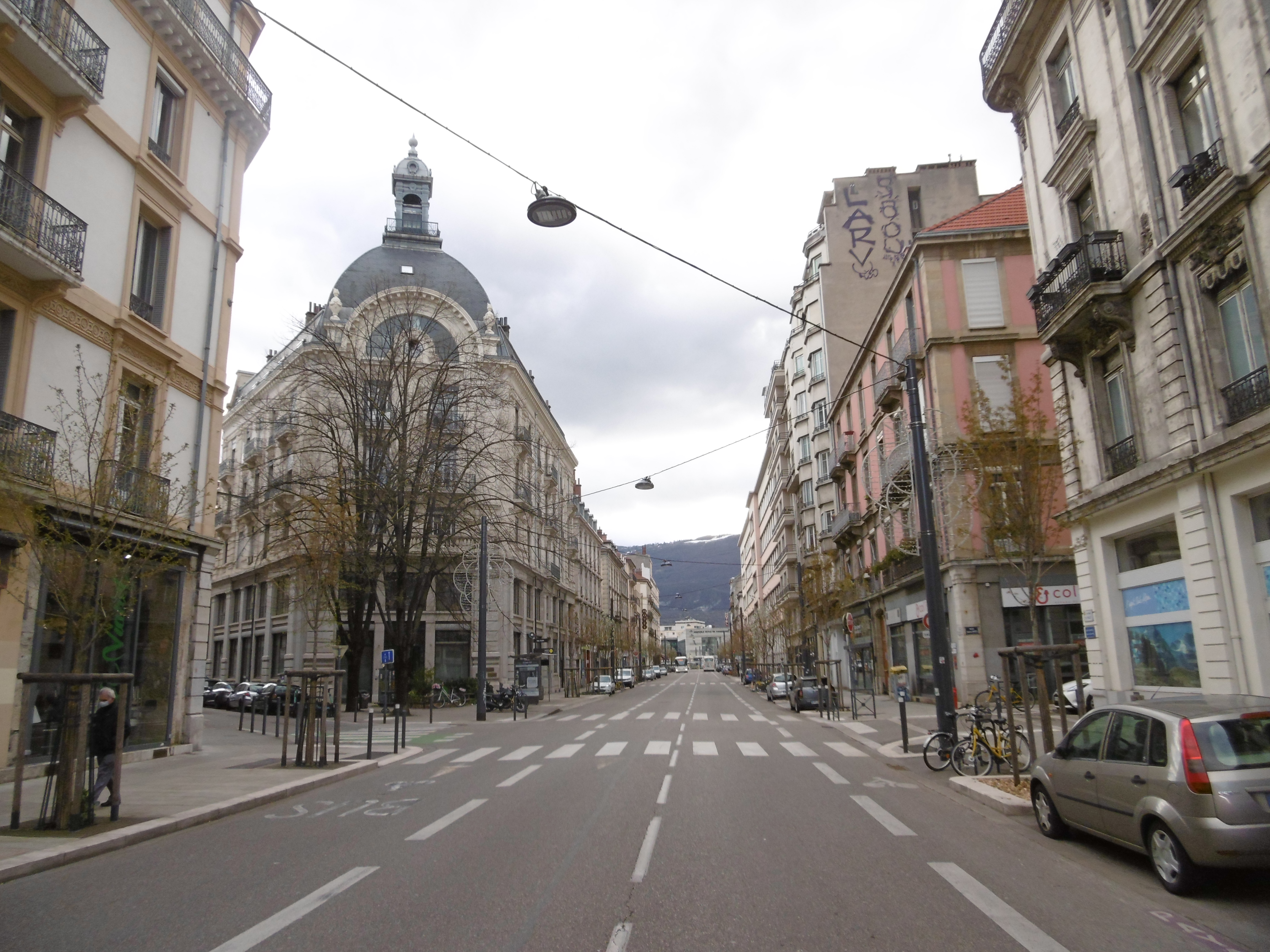
Immeuble de la coupole du Petit Dauphinois
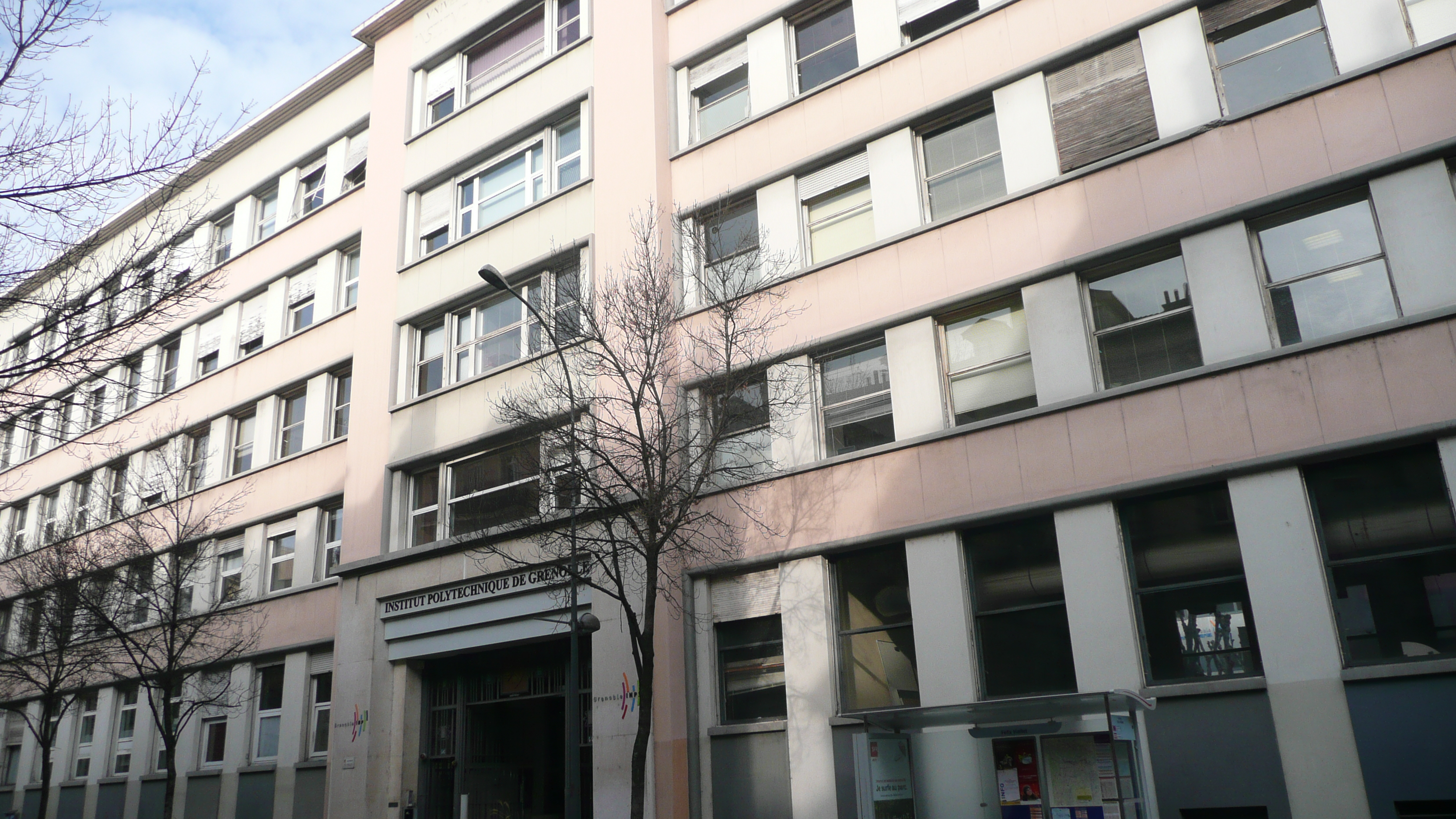
Entrée de l'INP de Grenoble